# Scaphoideus testaceous
Scaphoideus testaceous är en insektsart som beskrevs av Li 1990. Scaphoideus testaceous ingår i släktet Scaphoideus och familjen dvärgstritar. Inga underarter finns listade i Catalogue of Life.